# Mr Hudson

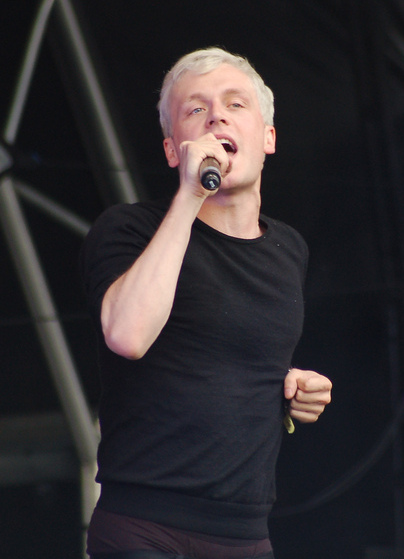
Mr Hudson in 2009

Mr Hudson (voorheen van Mr Hudson & The Library) is een R&B/popartiest uit Sharnbrook (Engeland). Mr Hudson staat onder het label van Kanye West, G.O.O.D. Music.
Op 13 mei 2009 bevestigde Mr Hudson dat zijn tweede studio-album, Straight No Chaser zou worden vrijgegeven op 5 oktober 2009, met als single Supernova. Deze single zingt hij samen met Kanye West. In Engeland heeft deze single even op nummer 1 van de top 40 gestaan.
Mr Hudson heeft verschillende voorbeelden, zoals Chet Baker, David Bowie, The Police, Andre 3000,  Marvin Gaye, The Specials, Billie Holiday, Rosster, Ella Fitzgerald en Dizzee Rascal en ongetwijfeld ook Thelonious Monks oorspronkelijke compositie Straight, No Chaser uit 1951.
Mr Hudson studeerde aan de Universiteit van Oxford.

## Albums

### A Tale of Two Cities
Mr Hudsons debuutalbum A Tale of Two Cities kwam uit in 2007. Bij de productie van dit album maakte hij gebruik van de akoestische gitaar afgewisseld met klassieke piano. Ook zat er soulmuziek met achtergrondzangers op gebaseerd op Motown-muziek. Twee van de nummers van A Tale of Two Cities zijn covers; On The Street Where You Live is een cover van een nummer uit de musical My Fair Lady en Everything Happens To Me is een Great American Songbook-klassieker die populair werd door mensen als Frank Sinatra en Chet Baker. Het album kreeg positieve recensies van de muziekpers.

### Straight No Chaser
In 2009 kwam het tweede album van Mr Hudson uit, Straight No Chaser.

## Discografie

### Albums
| Album met eventuele hitnotering(en) in de Nederlandse Album Top 100 | Datum van verschijnen | Datum van binnenkomst | Hoogste positie | Aantal weken | Opmerkingen     |
| ------------------------------------------------------------------- | --------------------- | --------------------- | --------------- | ------------ | --------------- |
| A tale of two cities                                                | 20-04-2007            | -                     |                 |              | met The Library |
| Straight no chaser                                                  | 16-10-2009            | -                     |                 |              |                 |

### Singles
| Single met eventuele hitnotering(en) in de Nederlandse Top 40 | Datum van verschijnen | Datum van binnenkomst | Hoogste positie | Aantal weken | Opmerkingen |
| ------------------------------------------------------------- | --------------------- | --------------------- | --------------- | ------------ | ----------- |
| Young forever                                                 | 2010                  | 20-02-2010            | tip2            | -            | met Jay-Z   |

| Single met hitnotering(en) in de Vlaamse Ultratop 50 | Datum van verschijnen | Datum van binnenkomst | Hoogste positie | Aantal weken | Opmerkingen    |
| ---------------------------------------------------- | --------------------- | --------------------- | --------------- | ------------ | -------------- |
| Paranoid                                             | 2009                  | 29-08-2009            | tip15           | -            | met Kanye West |
| Young forever                                        | 2010                  | 13-02-2010            | tip3            | -            | met Jay-Z      |